# サプリ (漫画)
『サプリ』は、おかざき真里による漫画作品。
『FEEL YOUNG』（祥伝社）にて2003年11月号から2009年12月号まで連載されていた。2006年にフジテレビ月9枠でドラマ化された。単行本は全10巻+番外編1巻。2010年に BeeTV内のBeeマンガにて原作漫画に声優陣による音声セリフやSE、エフェクト効果を加えたムービーコミックが配信されている。

## あらすじ
広告代理店で働く藤井ミナミ、華やかな響きとは裏腹に地味な作業に没頭し、連日連夜、残業・徹夜・休日出勤。広告業界を舞台に、「働く女子」の仕事、恋愛、友情、人生を描く。

## 登場人物
藤井ミナミ（ふじい みなみ）
連載開始時27歳。広告代理店の制作局に所属し、CMを作っている。自身が幼い頃経験したような、見た人が幸せに感じるCMを作ることが夢。連日徹夜・残業・休日出勤が続くほどの激務に追われている。学生時代から7年付き合ってきた彼に「仕事とどっちが大事か」と言われて別れたが、結果的に二股をかけられていたことがあった。子供の頃から優等生タイプで、恋愛に対して不器用。仕事は出来るタイプだが、常に悩んだり迷ったりしている。世田谷区用賀出身。碑文谷で1人暮らし。
柚木曜子（ゆぎ ようこ）
フリーのコピーライター。ミナミの勤務する広告代理店によく出入りしている。一見、男勝りに見えるが、ピュアで友達思い。ミナミの良き理解者で良き相談相手。ミナミ、田中ミズホ、渡辺と4人で一緒に飲むことが多い。強いように見えるが、自分の将来について不安に感じることも多い。子持ちの男性と「不倫している」ということになっている。福島県出身。実家には両親、弟夫妻、甥っ子がいるが、弟の嫁が苦手。ミナミより少し年上だが、田中よりは年下。
田中ミズホ（たなか みずほ）
ミナミと同じ広告代理店の営業。ミナミより3つ先輩。美人で女性らしく仕事もバリバリこなすが、毒舌で負けず嫌いでつっこみ役。既婚者。旧姓・川村。荻原の大学の先輩で、大学時代は憧れの的だった。大学時代から荻原と付き合っており、他の男性と結婚後も不倫関係に陥る。酒癖が悪く、ミナミと酔って大喧嘩したこともあった。夫は内閣官房勤務で見合い結婚をしたが、面食いのため、見合いだからといって相手は妥協しなかった。子供はいらない主義。
渡辺ユキ（わたなべ　ゆき）
ミナミの勤務する広告代理店の一般職の女性。一般職というコンプレックスがあり、今の仕事に限界を感じている。ミナミの1年後輩だが、短大卒のため年は3歳下。石田がミナミのことを好きだと分かっていながら石田のことを好きになり、付き合うようになる。父親は大会社の重役で、広告代理店にも親戚のコネで入社。現実的な考えの持ち主で、結婚して安定することを望んでいる。柚木からは「かしこい選択ができる女」と言われる。
佐原徹（さはら とおる）
フリーのカメラマン。34歳。ミナミとは仕事を通じて出会い、付き合うようになる。コーエツと一緒に事務所を構えている。かつてはコーエツの通う大学で写真の講師をしており、そこで出会ったコーエツとその妻から大きな影響を受ける。子供の頃に親戚をたらい回しにされて施設で育った過去がある。女性にもてる。写真集を出しており、ミナミはその写真集のファンだった。
石田勇也（いしだ ゆうや）
ミナミと同じ制作局勤務。入社年次はミナミより2年後輩だが、常にタメ口をきく。不器用で口は悪いが、根は優しい。ミナミのことをいつも気にかけており、石田の存在にミナミは何度も救われる。渡辺から告白されて付き合うようになるが、女心をあまり理解できない。サーフィン好きで、休みのたびに海へ行っている。新人の天野に言い寄られるが、あまり興味がない様子。
荻原 智（おぎわら さとし）
大阪から転勤してきた営業。ミナミとは同期入社。東京への転勤が決定した時には、本社女子社員から「荻さま東京上陸！」と騒がれるほど人気がある。優しいが優柔不断。大学時代から先輩であるミズホと付き合っており、追いかけて同じ会社に就職し、大阪支社に入社したため遠距離恋愛を続けた。ミズホを「カッコつけたいほど好きだった」が、自分に素直になった時には既にミズホは結婚していた。その後、不倫関係を続ける。
高田悦郎（こうだ えつろう）
通称・コーエツ。業界内では有名な若き演出家。学生時代からすでに有名人であった。現在は、佐原と一緒に事務所を構え、コンビで仕事をしている。「自分の頭の中を撮れるのはサハラしかいない」と佐原に絶大な信頼を寄せる。柚木の「不倫相手」。一児の父。大学時代に同級生だった女性と学生結婚（できちゃった結婚）をするが、妻は子供を残して亡くなる。そのため、息子の健と祖母と一緒に暮らし、仕事が忙しい時は祖母を頼りにしている。
平野淑子（ひらの よしこ）
ミナミと同じ制作局に勤務する、40代後半、独身女性。仕事にすべてを捧げた結果独身を貫いてしまったため、ミナミが「ああいう風にはなりたくない」と思う女性だが、尊敬の念も抱いている。かつてはCM大賞を受賞するなど輝かしい経歴があるが、女性の管理職は扱いづらいという理由で制作局から経理局に異動させられる。
三田（みた）
ミナミと同じ制作局勤務。年齢不詳だが、ミナミよりは先輩だと思われる。中身も外見も男性だが、女性言葉を使うオカマ。男性よりも女性の気持ちがわかる。柚木や石田と一緒にいることが多いが、ミズホとも話が合う。
天野かのん（あまの　かのん）
制作局の新入社員。ミナミの下につくことになったが、当初は仕事を舐めていた。石田にちょっかいを出したり、ミナミと佐原とナオの恋愛問題に首を突っ込んだりしていた。「事務職は研修が短くて誰でも出来る」と陰で言っていたことを渡辺に聞かれ「9時5時バカにするな」と怒鳴られる。
宮内ナオ（みやうち なお）
斎藤の下につくアシスタント。斎藤を尊敬している。ミナミと出会う前に佐原と出会い、「暴力を振るうひどい彼氏がいて怖くて帰れない」と佐原のマンションに転がり込んでいた。佐原のことが好きで、ミナミを敵視している。天野とは同じ中学出身。
斎藤（さいとう）
売れっ子のスタイリスト。ミナミがいつか仕事をしたいと思っていた憧れの人。プロ意識が高く、徹夜でも笑顔を絶やさず、良い仕事のためならタレントにコーヒーを掛けられることも辞さない。過去に佐原と関係があったと思われる。
片桐常生（かたぎり つねお）
ミナミの勤務する広告代理店のスタークリエイター。数々の賞を取っており、作品のレベルも高い。社内でも社外でも一目置かれる業界の有名人。仕事をしている女子を軽視して見下している傾向にある。新人だった頃、平野の下についていた。
藤井アユミ（ふじい アユミ）
ミナミの妹。ミナミからは「アユちゃん」と呼ばれている。ミナミとは違って実家住まい。子供のころから優等生だった姉にコンプレックスを抱いていたが、ミナミからは「小さいころからピンクや花柄が似合うアユちゃんが羨ましかった」と思われていた。

## 書誌情報
- おかざき真里 『サプリ』 〈祥伝社・FEELコミックス（A5判）〉 全10巻+番外編1巻
  1. 2004年6月8日発売、ISBN 4-39-676335-2
  2. 2005年3月8日発売、ISBN 4-39-676355-7
  3. 2006年1月18日発売、ISBN 4-39-676373-5
  4. 2006年7月7日発売、ISBN 4-39-676385-9
  5. 2007年2月8日発売、ISBN 978-4-39-676401-2
  6. 2007年7月25日発売、ISBN 978-4-39-676411-1
  7. 2008年9月8日発売、ISBN 978-4-39-676440-1
  8. 2009年3月7日発売、ISBN 978-4-39-676454-8
  9. 2009年7月8日発売、ISBN 978-4-39-676464-7
  10. 2010年1月8日発売、ISBN 978-4-39-676482-1
- 『サプリExtra』 2010年4月8日発売、ISBN 978-4-39-676491-3
  - 『FEEL YOUNG』2010年2月号から4月号に連載された番外編。雑誌連載時のカラーイラストや読者からの質問、ネームなどが収録されている。

## テレビドラマ
テレビドラマに関しては、作者自身が「どんなに（原作を）変えても構わない」と製作側に伝えてあったため、実際原作とは異なった結末を迎えている。

## ムービーコミック
2010年9月20日からBeeTVにて全30話が配信された。
キャスト
- 藤井ミナミ - 高橋真唯
- 萩原 - 井上剛
- 石田 - 松本真
- 渡辺 - 小谷直子
- 柚木 - 東城未来
- 平野/田中 - 杉山滋美
- 三田 - 上村友二
- 松井 - 鈴木卓朗

主題歌
- 石川マリー「ふたり、It’s Love」